# Carl Mertens

Carl Mertens

Carl Mertens (* 1902 in Kassel; † 17. Oktober 1932 bei Paris) war ein deutscher Militärangehöriger, Journalist und radikaler Pazifist. Er deckte 1925 in der Zeitschrift Die Weltbühne die sogenannten Fememorde innerhalb der Schwarzen Reichswehr auf.

## Herkunft und militärischer Werdegang
Mertens wurde 1902 als Sohn eines Polizeikommissars in Kassel geboren. Da sein Vater früh starb, war Mertens gezwungen, bereits in jungen Jahren zum Lebensunterhalt für seine Mutter und seinen kleineren Bruder beizutragen. Über seinen schulischen und beruflichen Werdegang nach 1918 gibt es unterschiedliche Angaben. Einem Brief zufolge, den Mertens im März 1926 an den Pazifisten Ludwig Quidde schrieb, unterbrach er gegen Ende des Ersten Weltkriegs seine schulische Ausbildung, um der sogenannten Einwohnerwehr beizutreten. Ebenfalls sei er Mitglied des Jungdeutschen Ordens geworden.

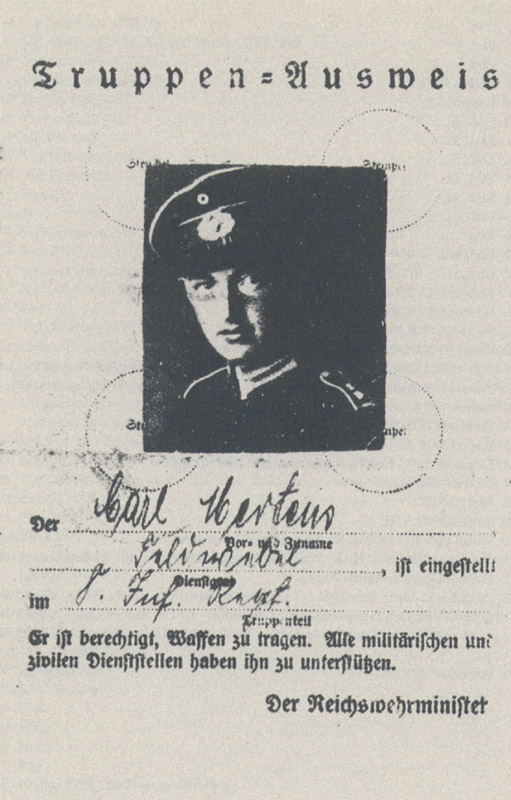
Truppenausweis von Carl Mertens

In Sachsen habe er an der „Unterdrückung innerer Unruhen“ teilgenommen. Anschließend kehrte er nach Kassel zurück, wo er 1919 eine Lehre bei einem Buchhändler begann. Zu der Frage, ob er vor Beginn der Lehre noch das Abitur machte oder ob er das Realgymnasium vorzeitig verließ, gibt es unterschiedliche Angaben. Nach Mertens’ Angaben drängte der monarchistisch gesinnte Buchhändler seinen Lehrling jedoch dazu, sich an der Niederschlagung der oberschlesischen Aufstände im Mai 1921 zu beteiligen. Auf diese Weise kam Mertens zunächst zum Bund Oberland. Anschließend kehrte er wieder nach Kassel in die Buchhandlung zurück. 1922 sei er eine Zeitlang durch Deutschland und Italien gewandert, bevor er, der Familientradition folgend, nach Brandenburg zur Polizeischule gegangen sei. Während des Ruhrkampfes wurde er vom Bund Oberland zu Sabotageakten ins Ruhrgebiet beordert. Über den Bund gelangte er auch zur Schwarzen Reichswehr. 1924 kam er ein weiteres Mal in seine Heimatstadt zurück und nahm sich vor, nicht mehr zu den illegalen Wehrverbänden zurückzukehren. Diesem Entschluss blieb er auch treu, als die Organisation Consul ihn im Oktober 1924 zwingen wollte, sich dem Verband anzuschließen. Um möglichen Racheakten zu entgehen, reiste er in die Schweiz und nach Italien, wo er als Journalist arbeitete. Im April 1925 kehrte er nach Deutschland zurück. Die Wahl Paul von Hindenburgs zum Reichspräsidenten veranlasste Mertens an seinem neuen Aufenthaltsort Darmstadt, unterstützt von SPD-Kreisen seine Erfahrungen mit den Vaterländischen Verbänden zu publizieren und damit die reaktionären Kräfte zu bekämpfen.

## Der Weg an die Öffentlichkeit

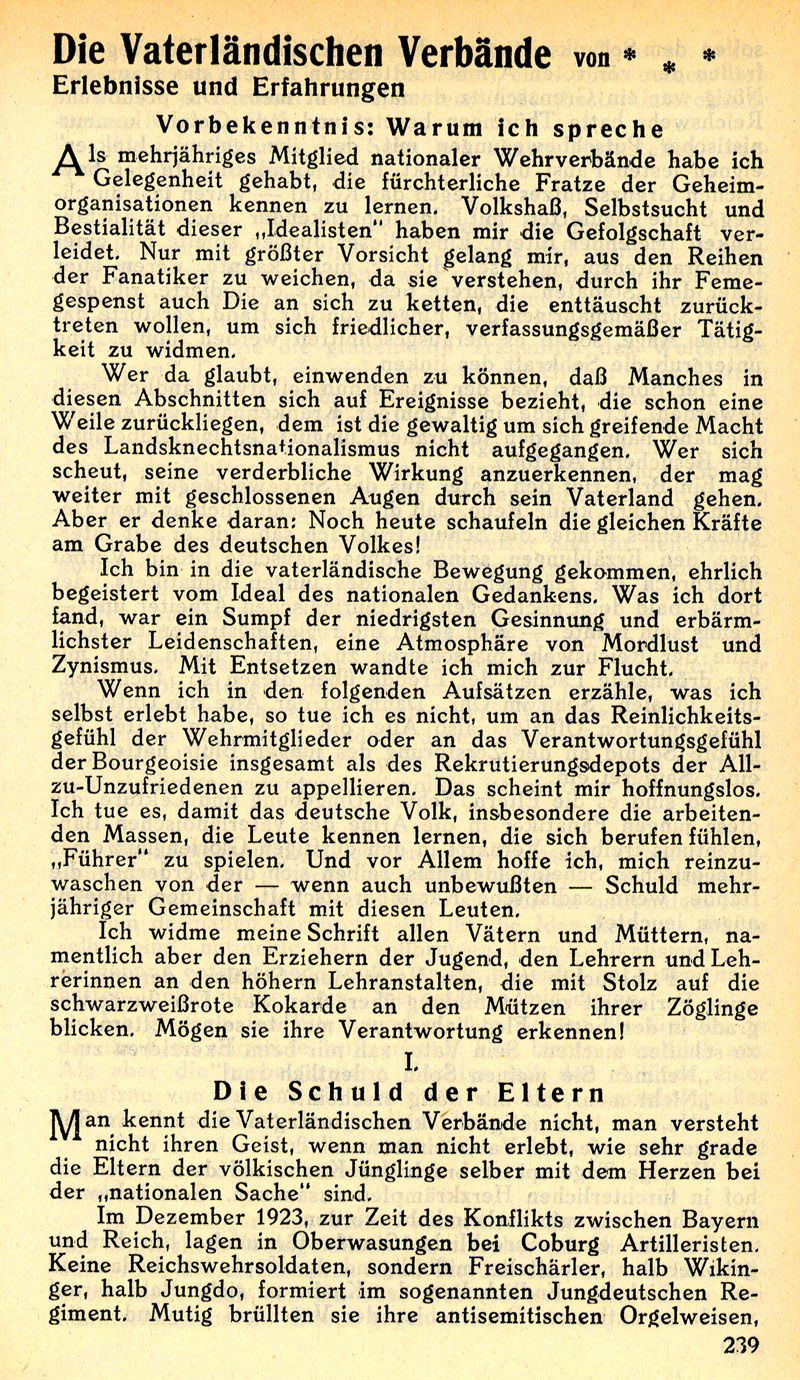
Originaltext der Weltbühne

Im Sommer 1925 wurde dem Herausgeber der Weltbühne, Siegfried Jacobsohn, über den Mittelsmann Carlo Mierendorff ein anonymes Manuskript über die Fememorde innerhalb der Schwarzen Reichswehr angeboten. Autor dieser Aufzeichnungen mit dem Titel „Hinter den Kulissen der Vaterländischen Verbände“ war Carl Mertens. Obwohl Jacobsohn wusste, dass er sich mit einer Veröffentlichung dieses Materials einer großen persönlichen Gefahr aussetzte, publizierte er vom 18. August 1925 an wöchentlich die brisanten, zunächst anonymen Aufzeichnungen. Mertens’ Schilderungen zufolge herrschte innerhalb dieser Verbände eine Gesinnung, wie sie für den nationalsozialistischen Terror charakteristisch werden sollte:

„Dann haben sie auch wohl von der Zukunft geträumt. Die ‚verfluchten Proleten‘ sollten gehenkt werden, ja, neue Foltersysteme wurden mit sadistischer Wollust ausgebaut. Die sie am meisten haßten, die wurden oft, ja fast täglich im Geiste zu Tode gemartert. Aber es waren keine Franzosen; sondern ihre ‚Erbfeinde‘ waren: reiche Juden, dicke Bauern, sozialistische Arbeiter – und welcher Arbeiter ist für sie nicht Sozialist? – Gewerkschaftssekretäre und Männer der Regierung, […]“

Auch Mertens fürchtete weiterhin die Gefahren, auf die er mit seinen Veröffentlichungen aufmerksam machen wollte. Er vermied es, sich längere Zeit am selben Ort aufzuhalten. Der Druck der Öffentlichkeit führte schließlich dazu, dass die Polizei gegen die von ihm genannten Fememörder ermittelte und von 1926 öffentlich nach den Tätern fahndete. Auch der Reichstag debattierte über die Umtriebe innerhalb der Schwarzen Reichswehr. In den anschließenden Prozessen entschied das Reichsgericht zu Gunsten der Fememörder, „dass es auch ein Notwehrrecht des einzelnen Staatsbürgers gegenüber rechtswidrigen Angriffen auf die Lebensinteressen des Staates gibt“ (RGSt 63, 215 (220)). Wie gering das öffentliche Interesse an dem Thema war, zeigte sich an dem Misserfolg des 1926 publizierten Buches Verschwörer und Fememörder. Da Siegfried Jacobsohn von einer großen Nachfrage republikanisch und pazifistisch gesinnter Kreise an dem Material ausging, hatte er Mertens’ Aufsätze zusammengefasst und in hoher Auflage drucken lassen. Das Interesse fiel aber unerwartet gering aus, so dass Jacobsohns Verlag in finanzielle Schwierigkeiten geriet.

## Der radikalpazifistische Publizist

Umschlag von „Verschwörer und Fememörder“

Es hatte nur wenige Monate gedauert, bis Mertens’ Inkognito gelüftet worden war und er unter seinem eigenen Namen zu publizieren begann. Von 1926 an kämpfte er ebenso wie die Journalisten Berthold Jacob, Fritz Küster und Walter Kreiser gegen die heimliche Aufrüstung der Reichswehr und brachte die Reichswehrführung aufgrund seiner guten Kontakte mit fundierten Berichten über verborgene Rüstungsprogramme in Verlegenheit. Dies trug ihm mehrere Anklagen wegen Landesverrats ein. Am 30. Dezember 1926 wurde schließlich Haftbefehl gegen ihn erlassen, dem er sich jedoch durch eine Ausreise über Österreich und die Schweiz nach Paris entzog. Das Verfahren wurde 1928 eingestellt, der Haftbefehl aufgehoben.
Anders als gemäßigte Pazifisten wie Ludwig Quidde war Mertens zu Recht der Überzeugung, dass der deutsche Militarismus nach der Niederlage im Ersten Weltkrieg nicht gebrochen sei, sondern in der Weimarer Republik ungehindert fortwirke. Zusammen mit Friedrich Wilhelm Foerster versuchte Mertens daher in zahlreichen Publikationen sowohl in Deutschland als auch im Ausland auf diese geheimen Aktivitäten aufmerksam zu machen. So finanzierte Foerster die Korrespondenz ‚Genf‘ – Für Frieden und Verständigung, die von Mertens herausgegeben wurde. Weitere Publikationsorgane für ihn waren Das Andere Deutschland, Die Menschheit, Die Zeit, Das Tage-Buch und die Chronik der Menschheit.
Aufgrund seiner pazifistischen Aktivitäten war Mertens innerhalb der nationalistischen Kreise sehr verhasst, was er bei einem letzten Besuch in Deutschland zu spüren bekam. Als er im Januar 1928 unter der Zusage eines sicheren Geleits nach Leipzig reiste, um vor dem Reichsgericht in einem Prozess gegen Julius Schreck auszusagen, wurde er auf dem Bahnhof von mehreren Nationalsozialisten angegriffen und niedergeschlagen.
Mertens starb am 17. Oktober 1932 zwischen Fontainebleau und Paris an den Folgen eines Autounfalls.

## Schriften
- Verschwörer und Fememörder. Verlag der Weltbühne, Charlottenburg 1926
- Carl Mertens, Otto Lehmann-Rußbüldt, Konrad Widerhold (Hrsg.): Die deutsche Militärpolitik seit 1918. Berlin 1926
- Reichswehr oder Landesverteidigung? Beitrag zu den Wehrmachtsproblemen Deutschlands. Wiesbaden 1927
- Ein Dokument zur Reichswehr- und Stahlhelmpolitik. Mit erläuternden Aufsätzen von Friedrich Wilhelm Foerster. Wiesbaden 1927
- Der kommende Krieg. Genf 1927
- Memorandum zur deutschen Abrüstungspolitik. Genf 1930